# Saló Internacional del Còmic de Barcelona de 1995
El 13è Saló Internacional del Còmic de Barcelona es va celebrar entre el dijous 4 i el diumenge 7 de maig de 1995 a l'Estació de França.
La cerimònia d'inauguració va comptar amb la presència de la infanta Cristina, la ministra de cultura Camen Alborch, l'alcalde de Barcelona Pasqual Maragall i la ministra Elena Salgado, que va aprofitar la ben entesa per anunciar el llançament de dos nous segells per part de la Fábrica Nacional de Moneda y Timbre, amb les imatges dels personatges de còmic Carpanta i el Capitán Trueno, respectivament.
Carles Santamaría s'estrenava en el càrrec de director del Saló, substituint a Joan Navarro, que havia dirigit el certamen del 9è art durant 7 edicions. Amb Santamaría a la direcció, el Saló va posar fi a la figura de país invitat que havia caracteritzat les darreres edicions del certamen. Aquesta mancança fou substituïda per la introducció d'eixos temàtics, que enguany seria el cinema, aprofitant l'efemèride del naixement del 7è art, que celebrava el seu centenari. L'exposició principal va tenir com a objectiu analitzar la relació entre còmic i cinema, i mostrar els paral·lelismes i les sinèrgies entre ambdós mitjans, fent incidència en els herois del còmic que han servit de font d'inspiració pel cinema. Per il·lustrar el traspàs d'herois d'un mitjà a l'altre, l'exposició posava com a exemples pel·lícules d'èxit com Terminator, Alien, Predator, La guerra de les galàxies o Indiana Jones.
El preu de l'entrada restà congelat en 500 pts. malgrat la retallada pressupostària respecte a l'any anterior.

## Cartell
El dibuixant Miguelanxo Prado, que l'any anterior havia obtingut el premi a la millor obra per Traç de guix, fou l'encarregat d'il·lustrar el cartell de la 13a edició del Saló. El cartell mostra un tren arribant a l'estació de França. Al capdavant del tren, un espontani s'ha enfilat al seu morro i fa onejar una bandera gegant amb el logotip de Ficomic. A l'estació, el públic s'alegra de poder prendre els còmics que un dels maquinistes llança des de l'interior de la cabina.

## Exposicions

### Exposicions centrals
- Exposició Comicfilm. Dedicada a mostrar la relació entre cinema i còmic, l'exposició va fer un repàs als personatges de còmic més populars que van passar del còmic al cinema o viceversa. Entre els personatges més destacats hi havia clàssic com Fèlix el gat, Popeye el mariner, Conan o Flash Gordon; l'apartat de superherois tenia com a representats el Capità Amèrica, Batman o Superman; a nivell europeu, l'exposició mostrava a Astèrix, Lucky Luke o Tintín; i a nivell espanyol els representats per excel·lència foren Mortadel·lo i Filemó. Altres exemples més recents foren èxits comercials com Terminator, Alien o The Crow.

- Exposició sobre la fuga i captura de Luis Roldán. Recull d'il·lustracions i còmics sobre la fuga de Luis Roldán, ex-cap de la Guàrdia Civil. Diversos autors d'humor gràfic i dibuixants de còmics que havien tractat el mediàtic cas de la fuga de Roldán exposaven els seus originals. Per exemple, Francisco Ibáñez, que s'havia inspirat en Roldán pel seu àlbum Corrupción a mogollón. També Alfonso Font exposava originals dibuixats per la sèrie de relats escrits per Manuel Vázquez Montalbán, titulada Roldán, ni vivo ni muerto; i per descomptat no faltaven nombroses il·lustracions de la revista d'humor El Jueves.[3]

- Exposició dedicada a l'humorista Jaume Perich. Monogràfic d'homenatge pòstum a Jaume Perich, organitzada per la revista d'humor El Jueves.

### Exposicions dedicades als guanyadors de l'edició precedent
- Exposició monogràfica dedicada a l'il·lustrador Ibáñez, guanyador del Gran Premi del Saló de 1994.

- Exposició monogràfica dedicada a l'il·lustrador Miguelanxo Prado, guanyador de la Millor Obra de 1994 per Traç de guix.

- Exposició monogràfica de Mauro Entrialgo, proclamat Autor revelació a l'edició de 1994.

### Exposicions i activitats fora del recinte de l'Estació de França
- La galeria Maeght (carrer Montcada) va organitzar una subhasta on es van posar a la venda còpies de grans artistes de la història de la pintura, realitzats per il·lustradors de còmics nacionals.

- L'Institut Francais de Barcelona va organitzar l'exposició Le sud, que recollia diverses obres del dibuixant francès Loustal.

- La sala Otto Zutz va exibir La mutación azul, basada en el llibre Couleur d'amour de Moebius.

- La Fábrica Nacional de Moneda y Timbre va presentar dos nous segells, dedicats als personatges de còmic Carpanta i el Capitán Trueno, respectivament, que obrien una sèrie en homenatge al còmic espanyol.

## Invitats
Invitats internacionals destacats: Sergio Aragonés, Alan Davis, William Vance, Philippe Leguy, Fred i Moebius.

## Palmarès
Per primer cop s'atorga un premi al millor guió.

### Gran Premi del Saló
- Kim

### Millor obra
| Títol                      | Autor                 | Editorial |
| -------------------------- | --------------------- | --------- |
| Museum                     | Fernando De Felipe    | Glénat    |
| Black Deker                | Fernando De Felipe    | Glénat    |
| El artefacto perverso      | Felipe Hernández Cava |           |
| La rebelión de las sombras | Mique Beltrán         |           |

### Millor obra estrangera
Premi sense dotació econòmica.
| Títol                            | Títol original                  | Autor           | Editorial          | País         |
| Magnor el poderoso               | The Mighty Magnor               | Sergio Aragonés | Planeta DeAgostini | Mèxic        |
| Odio                             | Hate                            | Peter Bagge     | La Cúpula          | Estats Units |
| La guerra de las trincheras      | C'était la guerre des tranchées | Jacques Tardi   | Norma              | França       |
| Muerte: el alto coste de la vida | Death: The High Cost of Living  | Neil Gaiman     |                    | Estats Units |

### Autor revelació
| Autor          | Títol                  | Editorial      |
| -------------- | ---------------------- | -------------- |
| Pep Brocal     | diverses obres         | diverses obres |
| Carlos Portela | Impresiones de la isla |                |
| Sergio García  | Amura                  |                |

### Millor fanzine
| Títol           |
| --------------- |
| Paté de Marrano |
| De tebeos       |
| Monográfico     |
| Amaniaco        |
| Comictiva       |

### Millor guió
| Títol                  | Autor                 | Editorial |
| ---------------------- | --------------------- | --------- |
| Perico Carambola       | Ignasi Vidal-Folch    | Glénat    |
| El artefacto perverso  | Felipe Hernández Cava |           |
| Impresiones de la isla | Carlos Portela        |           |
| Dieter Lumpen          | Jorge Zentner         |           |

## Ubicació
Contra tot pronòstic, per segon any consecutiu el Saló va repetir ubicació a l'Estació de França, invalidant així les declaracions de Joan Navarro, que en l'edició precedent havia pronosticat que l'espai de Renfe no estaria disponible.
Un conveni entre Ficomic i Renfe va fins i tot possibilitar una ampliació de la superfície del certamen, que va assolir els 6.500 m², destinats a exposicions i serveis. L'increment d'espai es va obtenir de la cobertura addicional de dues vies de tren. A més, el conveni també va garantir la presència del Saló al recinte ferroviari fins al 1997.

## Pressupost
El director Carles Santamaría va comptar amb un pressupost de 60 milions de pts., 10 milions menys respecte a l'edició precedent. El 35% del pressupost provenia dels fons aportats per la Generalitat de Catalunya, l'Ajuntament de Barcelona i el Ministeri de Cultura. La resta, estava format pels recursos propis del Saló, provinents de la contractació d'estands, patrocinadors i visitants.
La retallada pressupostària en 10 milions va tenir com a conseqüència la cancel·lació de l'habitual país invitat, que en l'edició precedent havia sigut França. Aquest fet va reduir la invitació d'artistes internacionals, excloent els autors que havien sigut directament invitats per les editorials. Malgrat tot, l'organització afirmava que el Saló es mantenia consolidat i romania el segon més important d'Europa, després del d'Angoulema. L'assistència confirmada de cent empreses i una previsió de 80.000 visitants avalaven les declaracions de l'organització.